# Бауладу
Баула̀ду (на италиански и на сардински: Bauladu, на местен диалект Baulau, Баулау) е село и община в Южна Италия, провинция Ористано, автономен регион и остров Сардиния. Разположено е на 38 m надморска височина. Населението на общината е 711 души (към 2010 г.).